# Устенский сельсовет
Устенский сельсовет — административная единица на территории Оршанского района Витебской области Белоруссии.

## Состав
Устенский сельсовет включает 21 населённый пункт:
- Барань — деревня.
- Белево — деревня.
- Боровцы — деревня.
- Брянцево — деревня.
- Вязовая — деревня.
- Еремковичи — деревня.
- Клюшниково — деревня.
- Красный Берег — деревня.
- Леньковичи — деревня.
- Липки — деревня.
- Малиновка — деревня.
- Морозовка — деревня.
- Новоселки — деревня.
- Новоселье — деревня.
- Селище — деревня.
- Сосновка — деревня.
- Червино — деревня.
- Торчилово — деревня.
- Телентеево — деревня.
- Устье — агрогородок.
- Химиничи — деревня.